# Indiile Occidentale
     Arhipelagul Bahamas
     Antilele Mari
     Antilele Mici

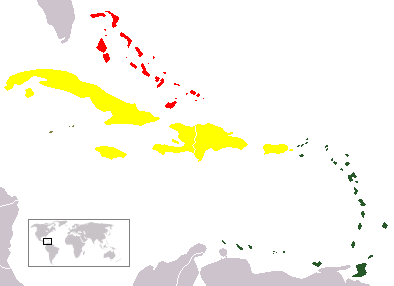
Arhipelagul Bahamas
Antilele Mari
Antilele Mici

Indiile Occidentale, Indiile de Vest (Indiile Vestice) sau India de Vest (India Vestică) este o regiune din Bazinul Caraibelor și Oceanul Atlantic de nord, care include insulele Antile și arhipelagul Bahamas (Arhipelagul Lucayan). 
După prima călătorie a lui Cristofor Columb în America, europenii au început să utilizeze impropriu termenul Indiile de Vest pentru a diferenția această regiune de Indiile (Asia de Sud și Asia de Sud-Est). Din secolul al XVII-lea până în secolul al XIX-lea, teritoriile coloniale europene ale Indiile de Vest au fost Indiile de Vest Britanice, Indiile de Vest Daneze, Indiile de Vest Olandeze (Antilele Olandeze), Indiile de Vest Franceze și Indiile de Vest Spaniole.
În 1916, Danemarca a vândut Indiile de Vest Daneze Statelor Unite ale Americii pentru 25 de milioane de dolari în aur, conform Tratatului danez al Indiilor de Vest. Indiile de Vest Daneze au devenit o zona insulară a Statelor Unite, numită Insulele Virgine Americane.
Între 1958 și 1962, Regatul Unit a reorganizat toate teritoriile insulare ale Indiilor de Vest (cu excepția insulelor Virgine Britanice, Bahamas, Hondurasul Britanic și Guyana Britanică) în Federația Indiilor Occidentale. Ei au sperat că federația se va fuziona într-o singură națiune, independentă. Cu toate acestea, Federația avea puteri limitate, numeroase probleme practice, precum și o lipsă a sprijinului popular, și în consecință, ea a fost dizolvată în 1962.